# ウレヴォール・スタディオン
ウレヴォール・スタディオン（ノルウェー語: Ullevaal Stadion）は、ノルウェー・オスロにあるサッカー専用のナショナルスタジアム。これまでにFKリンやヴォレレンガ・フォトバルがホームスタジアムとして使用しており、現在はノルウェー代表が使用している。

## 概要
ウレヴォール・スタディオンは、ノルウェーの首都であるオスロ北部に位置し、現在はサッカーノルウェー代表とノルウェー・カップの決勝戦で主に使用されている。また、1926年から2009年まではFKリンが、1999年から2017年まではヴォレレンガ・フォトバルがホームスタジアムとしていた。サッカー専用スタジアムとしては、収容人数27,200人は国内最大である。ノルウェーサッカー協会が所有し、維持・管理は同業を専門に行うウレヴォール・スタディオン・イドレットAS社に一任されている。
1926年9月26日、FKリンを始めとするオスロに拠点を置くいくつかのサッカーチームのホームスタジアムとして開場。開場当初は陸上トラックが併設された屋根の無い1層構造のスタンドのみという簡素な造りだったが、1967年から段階的にスタジアムの改修工事が行われ、1998年の改修を経て現在のスタジアムに近いデザインとなった。
ウレヴォール・スタディオンは多くの機能が備わった複合型スポーツ施設として東スタンドにはホテルが併設。北スタンドには小規模な小売店が隣接し、南スタンドにはノルウェーサッカー協会のオフィスがある。また、2030年を目処に将来的には開閉式屋根と厳冬期における試合運営を可能にするために人工芝への張り替えが検討されている。

## 開催された主な試合
- UEFA女子EURO 1987

| 日付          | ホームチーム | 結果 | アウェーチーム | ラウンド |
| ------------- | ------------ | ---- | -------------- | -------- |
| 1987年6月11日 | ノルウェー   | 2-0  | イタリア       | 準決勝   |
| 1987年6月14日 | ノルウェー   | 2-1  | スウェーデン   | 決勝     |

- UEFA女子EURO 1997

| 日付          | ホームチーム | 結果 | アウェーチーム | ラウンド |
| ------------- | ------------ | ---- | -------------- | -------- |
| 1997年7月12日 | イタリア     | 0-2  | ドイツ         | 決勝     |

## ギャラリー

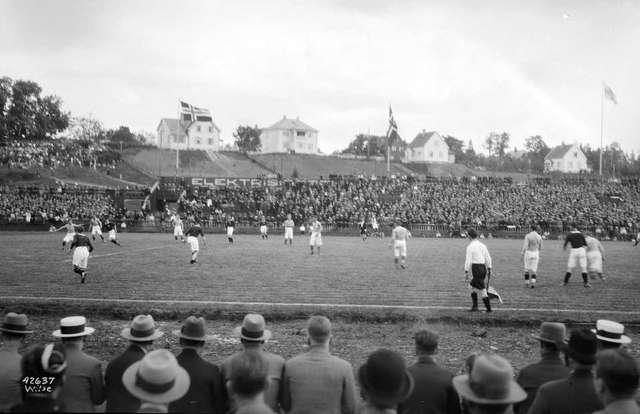
1935年のスタジアム
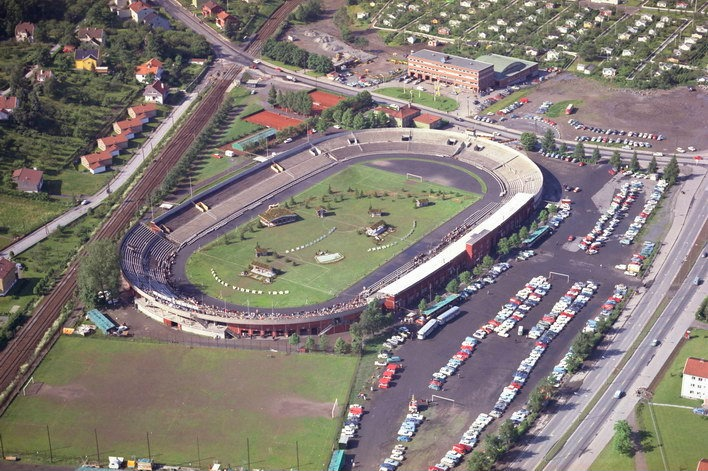
1965年のスタジアム
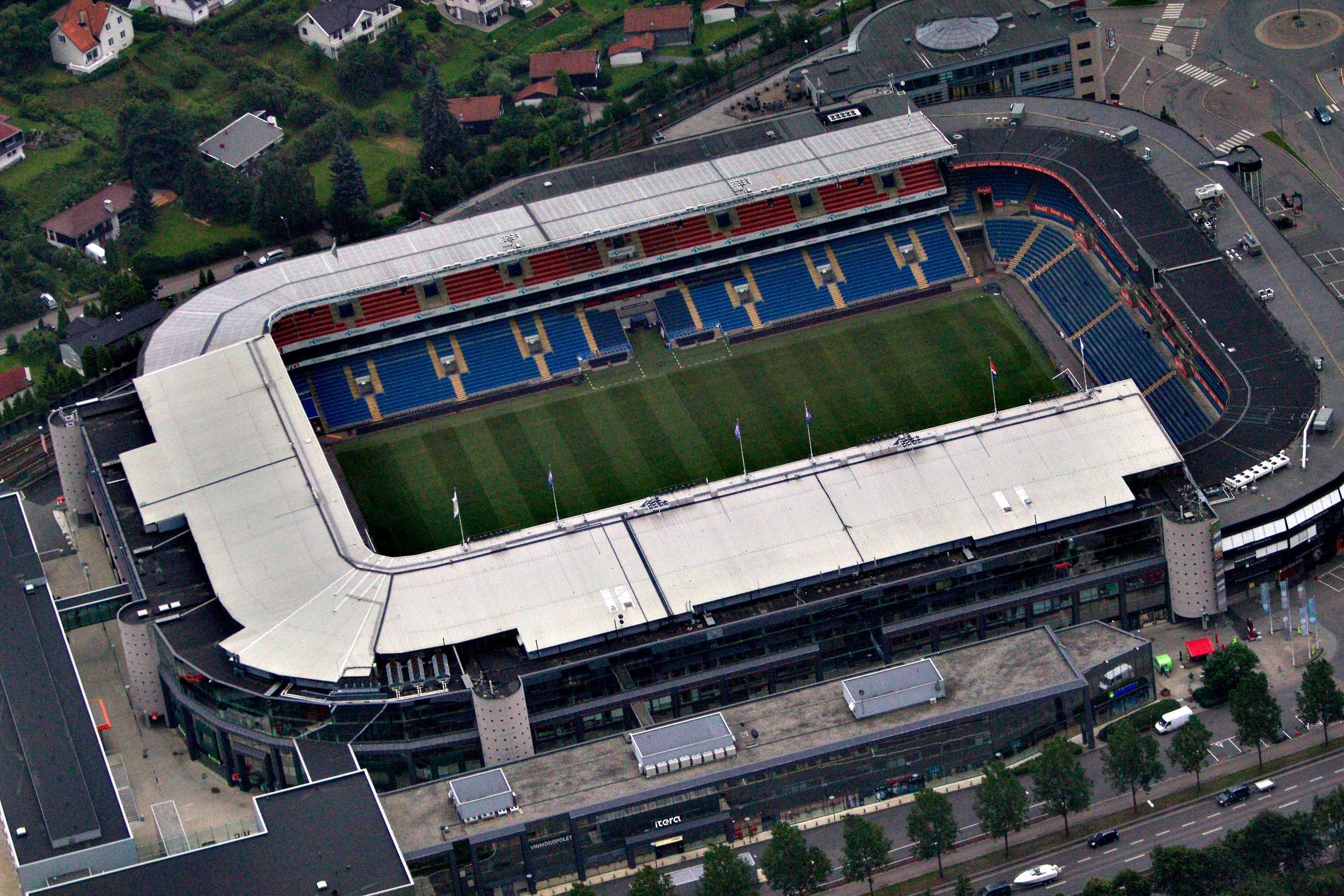
2012年のスタジアム
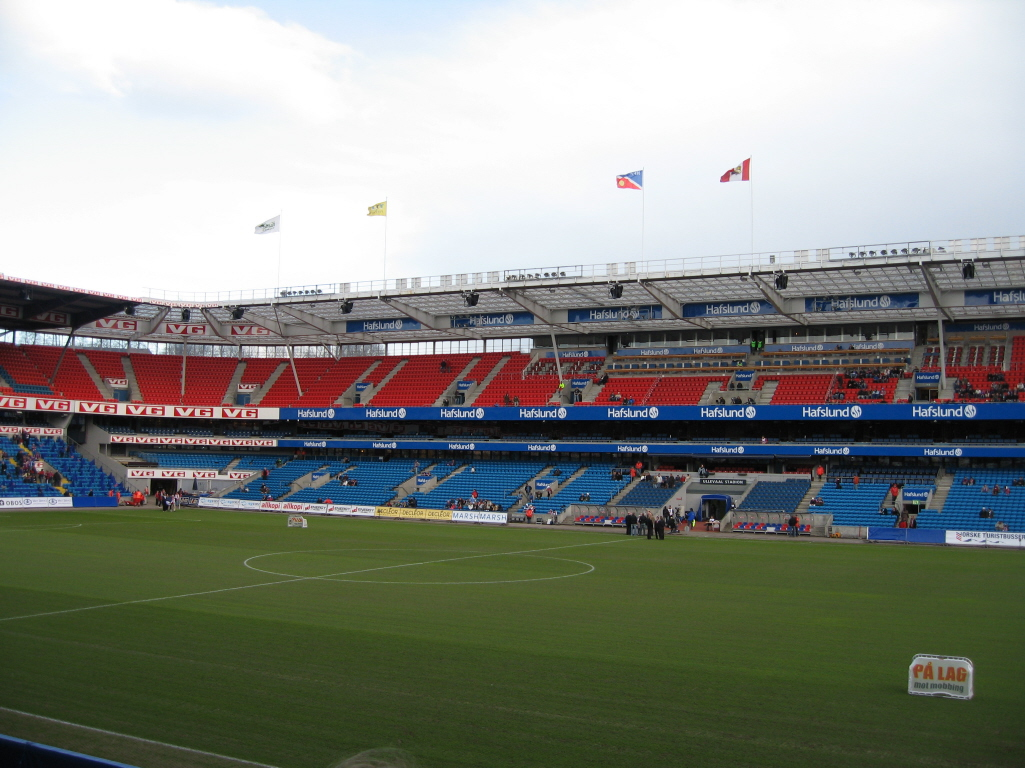
南スタンド
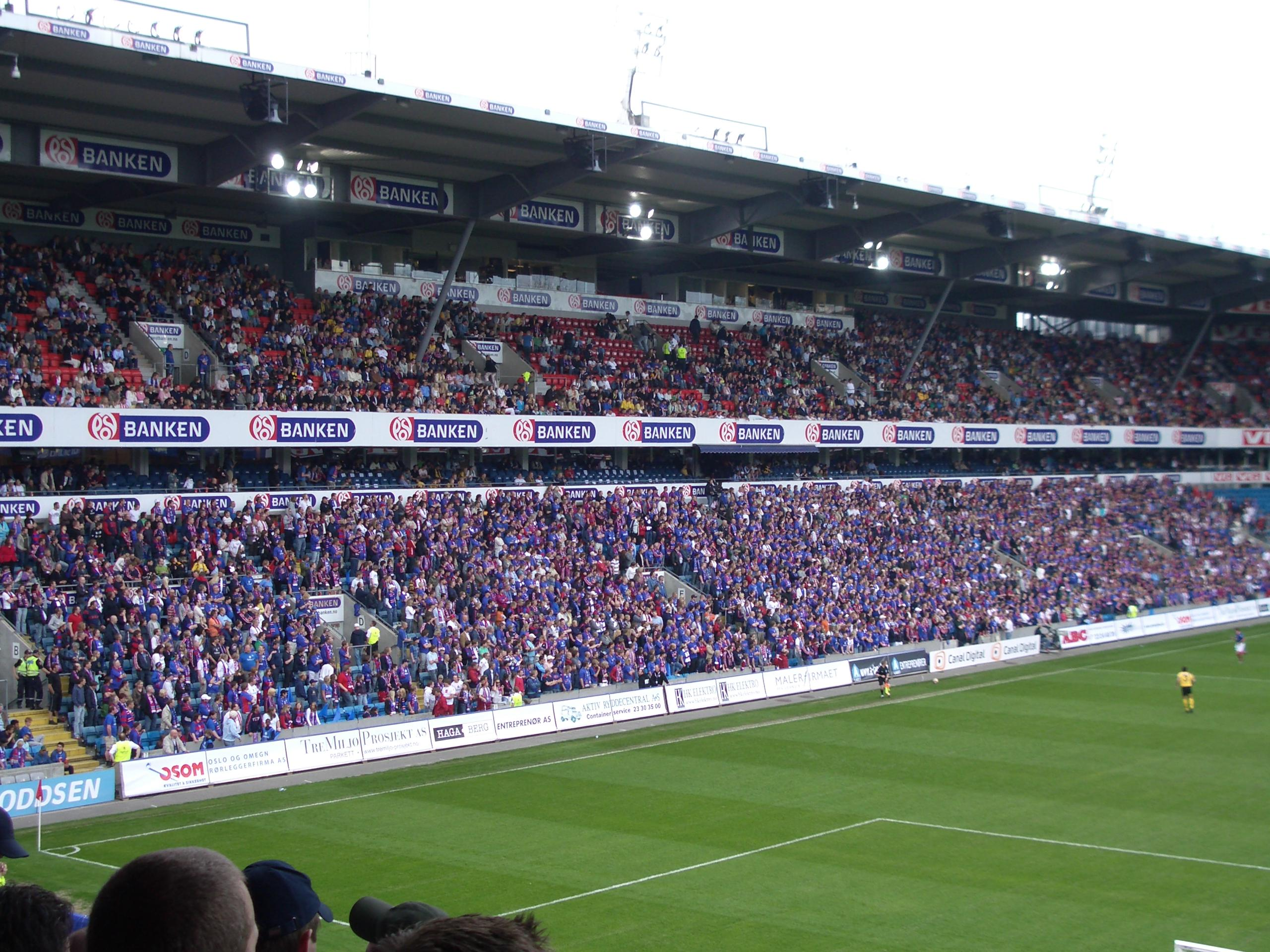
北スタンド